# Nepals kommunistiska parti (J)
Nepals kommunistiska parti (Janamukhi) var ett av Nepals många kommunistpartier.
1990 gick det samman med NKP (Mashal), NKP (CM) och andra vänstergrupper och bildade NKP (EK).